# Issikiomartyria
Issikiomartyria là một chi bướm đêm nguyên thủy, nhỏ, màu kim loại thuộc bộ Lepidoptera, trong họ Micropterigidae.

## Các loài
- Issikiomartyria akemiae Hashimoto, 2006
- Issikiomartyria bisegmentata Hashimoto, 2006
- Issikiomartyria distincta Hashimoto, 2006
- Issikiomartyria nudata  (Issiki, 1953)
- Issikiomartyria plicata Hashimoto, 2006